# Michael Convertino
Michael Convertino (1953) è un compositore e musicista statunitense.
Ha composto musiche per film e serie televisive, tra cui: Cara, insopportabile Tess, Figli di un dio minore e L'alieno. Ha avuto una nomination al Grammy Award per il film Figli di un dio minore.

## Filmografia parziale

### Cinema
- Figli di un dio minore (Children of a lesser god), regia di Randa Haines (1986)
- L'alieno (The Hidden), regia di Jack Sholder (1987)
- Bull Durham - Un gioco a tre mani (Bull Durham), regia di Ron Shelton (1988)
- Un medico, un uomo (The Doctor), regia di Randa Haines (1991)
- Aspen - Sci estremo (Aspen Extreme), regia di Patrick Hasburgh (1993)
- Una casa tutta per noi (A Home of Our Own), regia di Tony Bill (1993)
- Ricordando Hemingway (Wrestling Ernest Hemingway), regia di Randa Haines (1993)
- Cara, insopportabile Tess (Guarding Tess), regia di Hugh Wilson (1994)
- Lezioni di anatomia (Milk Money), regia di Richard Benjamin (1994)
- Santa Clause (The Santa Clause), regia di John Pasquin (1994)
- Cosa fare a Denver quando sei morto (Things to Do in Denver When You're Dead), regia di Gary Fleder (1995)
- Amare è... (Bed of Roses), regia di Michael Goldenberg (1996)
- Confessione finale (Mother Night), regia di Keith Gordon (1996)
- L'ultimo dei grandi re (The Last of the High Kings), regia di David Keating (1996)
- Da giungla a giungla (Jungle 2 Jungle), regia di John Pasquin (1997)
- Dance with Me, regia di Randa Haines (1998)
- Where's Marlowe?, regia di Daniel Pyne (1999)
- Liberty Stands Still, regia di Kari Skogland (2002)
- I giochi dei grandi (We Don't Live Here Anymore), regia di John Curran (2004)

### Televisione
- Nel regno delle fiabe (Faerie Tale Theatre) - serie TV, 1 episodio (1986)
- I racconti della cripta (Tales from the Crypt) - serie TV, 1 episodio (1990)
- La vera storia di Biancaneve (Snow White: The Fairest of Them All) - film TV, regia di Caroline Thompson (2001)

## Premi
- BMI Film & TV Award - vinto per Bull Durham - Un gioco a tre mani e Santa Clause.